# Bitter Intoxins
Bitter Intoxins är en EP av Bay Laurel från 1997, bestående av cover-versioner på låtar av Leonard Cohen, David Bowie, The House of Love och Depeche Mode.

## Låtlista
1. "First We Take Manhattan" (Leonard Cohen)
2. "Heroes" (David Bowie)
3. "Shine On" (The House of Love)
4. "To Have and to Hold" (Depeche Mode)